# Polędwiczka

Rozbiór półtuszy wieprzowej: 8 – polędwiczka

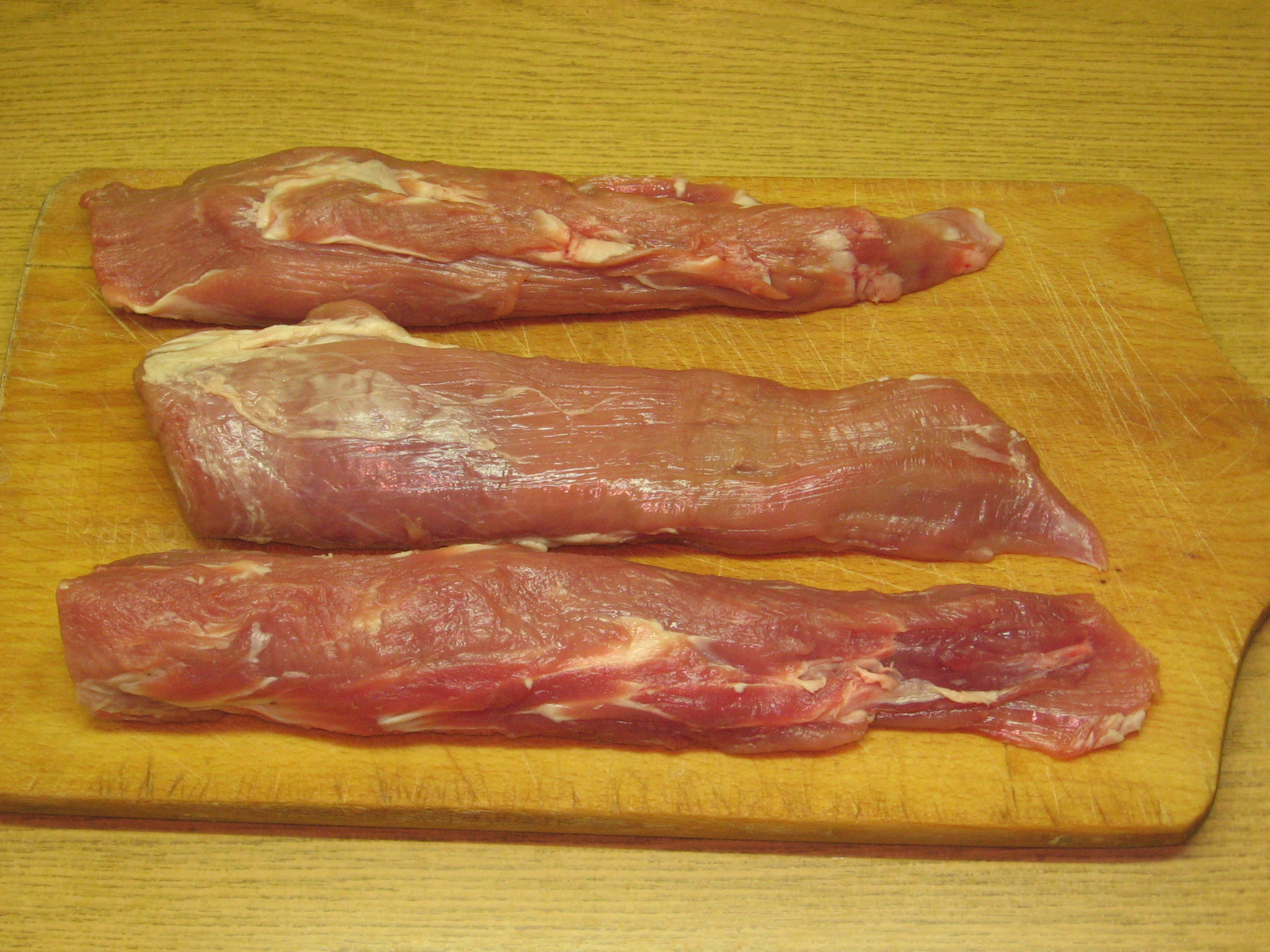
Polędwiczki wieprzowe

Polędwiczka – część tylnej półtuszy wieprzowej – długi i stosunkowo wąski mięsień wzdłuż grzbietu zwierzęcia, przylegający częściowo do biodrówki i do tylnej części schabu. Jeden z najcenniejszych gatunków mięsa wieprzowego, o uniwersalnym zastosowaniu.
W podstawowym rozbiorze półtuszy wieprzowej polędwiczka zaliczana jest do schabu.